# American Classic Voyages
American Classic Voyages war eine US-amerikanische Kreuzfahrtreederei mit Hauptsitz in Chicago, die von 1993 bis 2001 bestand.

## Geschichte
Die Reederei American Classic Voyages entstand 1993 aus den Reedereien Classic Voyages, Delta Queen Steamboat Company und American Hawaii Cruises. Letztere betrieb die Kreuzfahrtschiffe Independence und ihre Schwester Constitution. American Classic Voyages übernahm das Kreuzfahrtschiff Nieuw Amsterdam der Holland-America Line und betrieb es ab 2000 als Patriot unter dem Markennamen United States Lines in Hawaii als Lückenbüßer für bei der Werft Litton Ingalls Shipbuilding Inc. bestellten Neubauten. Außerdem wurden die kleinen Kreuzfahrtschiffe Cape May Light and Cape Cod Light gekauft und eingesetzt.
Es bestand ein Vertrag mit dieser Werft in Mississippi zum Bau von zwei neuen Schiffen für United States Lines unter dem Namen „Project America“. Die Terroranschläge im September 2001 führten zu einem Einbruch in der amerikanischen Kreuzfahrtindustrie. Etwa einen Monat nach den Anschlägen ging die American Classic Voyages bankrott und schloss 2003 endgültig die Pforten. Die halbfertigen Neubauten verblieben bei der Werft. Sie wurden 2002 an Norwegian Cruise Line verkauft. Einer der beiden Kaskos wurde auf der Bremerhavener Lloyd-Werft zur Pride of America.